# 1917年7月4日月食
1917年7月4日月食为一次在协调世界时1917年7月4日出現的月全食。該次月食半影食分為2.601、全影食分為1.624。偏食維持了107分，全食維持48分。

## 概述
這次月食的食分是18.89，偏食維持了107分，全食維持48分。

## 基本參數
- 類型：月全食
- 食甚資料：
  - 日期：1917年7月4日
  - 時間：21:39
  - 月球位置：赤經18.89度、赤緯-22.7度
  - 食分：半影食分：2.601、全影食分：1.624
  - 持續時間：偏食107分、全食48分

## 外部連結
- NASA月食專頁（页面存档备份，存于）（英文）